# Thorgal
Thorgal és un personatge de ficció de còmic i dona nom a una sèrie de còmics, creada pel guionista Jean Van Hamme i el dibuixant Grzegorz Rosinski el 1977 per a la revista de còmic belga Tintin. La sèrie comprèn un total de 35 àlbums, en una inusual mescla de gèneres d'aventura, fantasia i ciència-ficció. Jean Van Hamme es va encarregar del guió de la sèrie durant els 29 primers àlbums, però a partir del trentè són obra de Yves Sente. Rosinski, per la seva banda, ha participat en la totalitat dels àlbums de la sèrie. En els últims quatre publicats, escrits per Sente, el protagonista ha passat a ser Jolan, fill de Thorgal.

## Trajectoria editorial
Des de 2010 s'està publicant un spin-off titulat  Els mons de Thorgal. Els àlbums de la sèrie tenen continuïtat narrativa, a excepció de dues d'ells, El hijo de las estrellas i Aaricia, recopilacions d'històries breus en què es narren episodis de la infància dels dos protagonistes principals. El guió dels 29 primers és obra de Jean Van Hamme i el dels següents és, fins avui, de Yves Sente.